# Doble clic

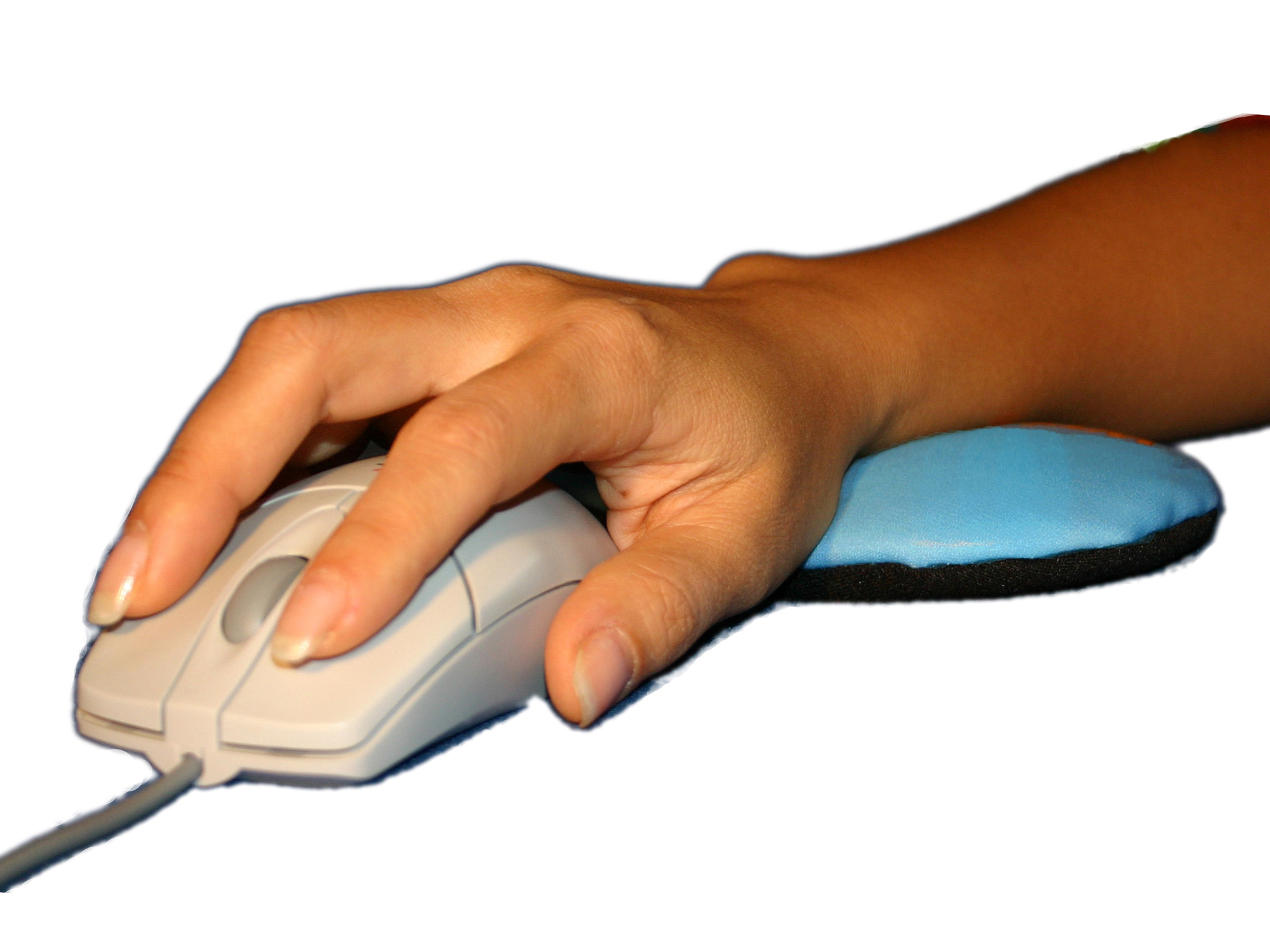
Ratolí amb reposa-canell.

En informàtica, el terme doble clic és el nom atorgat a una acció que consisteix a prémer ràpidament dues vegades sense interrupció en un dels botons d'un ratolí sense desplaçar-lo. L'objectiu d'aquesta tècnica consisteix a permetre a un usuari efectuar amb un mateix botó una operació diferent a la realitzada normalment, com en el cas d'un clic senzill.
Aquest terme, traduït de l'anglès «double-click», prové del so «clic» produït pel ratolí quan aquesta acció es realitza (dues pulsacions).

## Ús
En els ratolins que posseeixen diversos botons es tracta generalment del botó situat a l'esquerra, o del situat a la dreta si es configura el ratolí per a un esquerrà. En fer doble clic es produeix un esdeveniment diferent segons l'objecte sobre el qual es va efectuar.

### Icona
En la majoria dels interfícies gràfics, un doble clic sobre una icona associada a un programa tindrà com a efecte executar-lo i un doble clic sobre un document tindrà com a efecte obrir-lo.

### Text
En la majoria dels editors de text, un doble clic efectuat sobre una paraula la selecciona en la seva totalitat. En l'entorn X Window, aquesta operació a més de seleccionar, la copiarà automàticament al porta-retalls.
Per extensió, el triple clic pot permetre seleccionar una línia i el quàdruple clic un apartat (paràgraf).

## Inconvenients
Encara que la tècnica del doble clic té l'avantatge de poder realitzar diverses accions amb ajuda d'un únic botó, presenta alguns inconvenients i, en particular, la seva posada en pràctica per part de principiants o persones amb problemes en els músculs motrius dels dits. Aquestes persones poden tenir algunes dificultats en prémer dues vegades consecutives el botó de manera prou ràpida o de mantenir el ratolí immòbil durant l'operació.
En efecte, una vegada que el botó s'ha premut una primera vegada, les segones pulsacions s'han d'efectuar en un determinat interval de temps (una durada que varia en general al voltant d'un segon).
Les solucions a aquest problema poden incloure:
- Utilitzar la navegació per teclat en lloc de mitjançant el ratolí.
- Configurar el sistema per utilitzar un sol clic a les operacions que requereixen un doble clic.
- Impedir que el ratolí es mogui durant un doble clic mantenint fermament amb el polze sobre el costat del ratolí i situant la part baixa de la mà en contacte amb la part baixa del ratolí.

A més, les aplicacions i el sistema operatiu no requereixen, en la gran majoria dels casos, que el ratolí estigui perfectament immòbil, sinó que es permet un moviment mínim entre dos pulsacions.
Un altre problema és degut al fet que alguns sistemes associen una acció amb un simple clic, una altra amb el doble clic i fins i tot una altra amb simples clics consecutius. Fins i tot els usuaris avançats tenen problemes per diferenciar correctament aquestes diferents accions. Per exemple el fet de tornar a seleccionar un fitxer sota el sistema operatiu Windows de Microsoft. Un simple clic sobre el nom del fitxer i la seva icona seguit d'un altre clic, permet canviar el nom del fitxer. Un usuari que intentés realitzar aquesta acció pot, per descuit, obrir el fitxer (això requereix normalment un doble clic) prement massa ràpid, mentre que un usuari que intentés obrir el fitxer pot per descuit tornar a seleccionar el fitxer fent clic massa lent.
Per evitar aquest problema, la majoria dels sistemes operatius permeten a l'usuari regular la velocitat del doble clic.

## Ajust de la velocitat
Cap norma dicta quin ha de ser el termini de temps durant el qual s'han de fer les dues pulsacions consecutives sobre el botó del ratolí. No obstant això, aquest pot configurar en la major part dels sistemes operatius. A continuació, una breu descripció sobre com accedir-hi per a alguns interfícies (en ordre alfabètic):
- a l'entorn GNOME, Sistema> Preferències> Ratolí[3]
- a Mac OS X, Aplicacions> Preferències del sistema> Teclat i ratolí> Ratolí[4]
- a Windows XP, Inici> Tauler de Control> Ratolí> Botons> Velocitat de doble clic[5]

## Patents
El 2004, Microsoft va dipositar una patent sobre la utilització del doble clic als «limited resources computing devices» (equips informàtics amb recursos limitats, més concretament PDAs i telèfons mòbils). Alguns observadors temen que tota companyia estatunidenca que utilitzi el doble clic hagi de canviar el seu producte per no utilitzar aquesta tecnologia, o pagar drets a Microsoft o també permetre a aquesta darrera tenir accés a la propietat intel·lectual del producte que utilitzés el doble clic.